# 銀河フィラメント
銀河フィラメント（ぎんがフィラメント、英: galaxy filaments）または、超銀河団Complex（supercluster complexes）あるいはグレートウォール (great walls) は、宇宙物理学の用語であり、現在のところ、大クエーサー群と共に知られている宇宙の最大の構造の1つである。
これらは典型的な長さが 50から80 MPc /h  (1.63から2.61億光年 /h 。h = ハッブル定数 / (100 km/s/Mpc)。現在の最尤推定値は h = 0.71 ) の巨大なひも状構造の集まりであり、各超空洞を仕切る境界領域を形作っている。 フィラメントは重力的に拘束された銀河から構成されており、そのうちの特に多数の銀河が近接して存在する領域が、超銀河団と呼ばれているものである。
宇宙進化の有力なモデルであるΛ-CDMモデルにおいては、まず暗黒物質がクモの巣状のストリングの形態に進化し、それに沿って銀河フィラメントが形成される。これは、暗黒物質が宇宙で最大の規模の構造を決定するという考え方であり、これによれば、暗黒物質が重力的にバリオン物質を引きつけ、天文学者たちが実際に観測しているように、薄くて長い超銀河団のウォールを形成することは、ある意味で自然なことであることになる。
超銀河団の発見は1980年代に始まる。1987年にハワイ大学天文学研究所のR.ブレント・タリーが、現在われわれがペルセウス座・うお座超銀河団と呼んでいるものを同定した。1989年にはCfA2 グレートウォールが発見されている。これに引き続き2003年にはスローン・グレートウォールが発見されている。2006年に科学者たちは、3つのフィラメントが撚り集まって、人類に知られている最大の構造を形成していると発表した。これは、高密度に寄り集まった銀河と、ライマンアルファ・ブローブ (Lyman alpha blob) として知られている巨大なガス塊から構成されている。
2013年1月11日に、 Roger Clowes が率いるランカシャー中央大学の研究者達が、サイズではそれ以前に発見された全ての銀河フィラメントを凌ぐ、U1.27大クエーサー群 (別名：Huge-LQG) の発見を発表した。
2013年11月には、ガンマ線バーストを参照ポイントとする方法で、ヘルクレス座・かんむり座グレートウォールと名付けられた巨大な銀河フィラメントが発見された。長さは U1.27 を凌ぐ100億光年にも達し、全ての宇宙の構造物として最大の大きさである。

## リスト
銀河フィラメントは狭義のフィラメントと銀河ウォールという2つのサブタイプに分類される。

### 銀河フィラメント
銀河フィラメントのサブタイプとしての狭義のフィラメントは、長さ方向の軸に対して垂直に切った断面の長径と短径が大体同じになるものとして特徴づけられる。
| フィラメント名                       | 発見年 | 概略距離                                  | 大きさ | 備考 |
| ------------------------------------ | ------ | ----------------------------------------- | ------ | --- |
| かみのけ座フィラメント               |        |                                           |        | かみのけ座超銀河団はこのフィラメント中に存在する。 また、CfA2グレートウォールの一部を形作っている。                                                                                   |
| ペルセウス座・ペガスス座フィラメント | 1985   |                                           |        | うお座・くじら座超銀河団Complexとは、フィラメントのメンバーであるペルセウス座・うお座超銀河団によって接続している。                                                                   |
| おおぐま座フィラメント               |        |                                           |        | CfA ホムンクルス。と接続している。ホムンクルスの「足」を形作っているフィラメントの一部を成す。                                                                                        |
| やまねこ座・おおぐま座フィラメント   | 1999   | 2000 km/s から 8000 km/s (赤方偏移換算長) |        | やまねこ座・おおぐま座超銀河団と接続または分離している。 |
| ClG J2143-4423フィラメント           | 2004   | z=2.38                                    | 110Mpc | 原始銀河団 ClG J2143-4423を取り巻くフィラメント。2004年にグレートウォールに匹敵する長さのフィラメントが発見された。2008年の段階で、これは赤方偏移 2 を超える遠方の最大の構造である 。 |

### 銀河ウォール
銀河ウォールは銀河フィラメントのサブタイプであり、長さ方向の軸に対して垂直に切った断面の長径が短径に比して極めて大きいことが特徴である(つまり壁のように平べったい存在である)。
| ウォール名                                                                                          | 発見年 | 概略距離      | 大きさ                                                    | 備考 |
| --------------------------------------------------------------------------------------------------- | ------ | ------------- | --------------------------------------------------------- | --- |
| CfA2グレートウォール (かみのけ座ウォール, グレートウォール,北グレートウォール、CfAグレートウォール) | 1989   | z=0.03058     | 長さ 7.5億光年幅 2.5億光年厚さ 2000万光年                 | これは最初に発見された宇宙の超大規模構造あるいは疑似構造である。CfA ホムンクルスはグレートウォールの中心に位置しており、かみのけ座超銀河団がホムンクルスの構造の大部分を形作っている。かみのけ座銀河団がさらにその中心にある 。 |
| スローン・グレートウォール (SDSSグレートウォール)                                                   | 2005   | z=0.07804     | 長さ 13.8億光年                                           | 。 |
| ちょうこくしつ座ウォール (南グレートウォール、南ウォール)                                           |        |               | 長さ 8000 km/s幅 5000 km/s厚さ 1000 km/s (赤方偏移換算長) | ちょうこくしつ座ウォールは、ろ座ウォールに平行で、つる座ウォールに直角に位置する 。 |
| つる座ウォール                                                                                      |        |               |                                                           | つる座ウォールは、ろ座ウォールとちょうこくしつ座ウォールに直角に位置する。 |
| ろ座ウォール                                                                                        |        |               |                                                           | ろ座銀河団はこのウォールの一部である。ウォールはちょうこくしつ座ウォールはに平行で、つる座ウォールに直角に位置する。 |
| ヘルクレス座・かんむり座グレートウォール                                                            | 2013年 | z = 1.6 - 2.1 | 長さ 100億光年 幅 72億光年                                | 知られている中で最大の構造物 |

- ケンタウルス座ウォールまたはケンタウルス座グレートウォールが提案されている。ろ座ウォールはこの中に一部として含まれることになる。さらにケンタウルス座超銀河団とおとめ座超銀河団もこの中に含まれることになる (この場合、このウォールはローカルウォールまたはローカルグレートウォールということになる) [23][24]。
- グレートアトラクターの物理的実態として、じょうぎ座銀河団を一部として含むウォールが提案されている。このウォールはグレートアトラクターウォールまたはじょうぎ座ウォールと呼ばれている[25]。
- 2000年に、電波銀河 B3 0003+387 の近傍の z=1.47 の距離に位置するウォールが提案されている[26]。
- 2000年に、ハッブル・ディープ・フィールド北部の、z=0.559 の距離に位置するウォールが提案されている[27][28]。

## 最も近い銀河ウォールのマップ

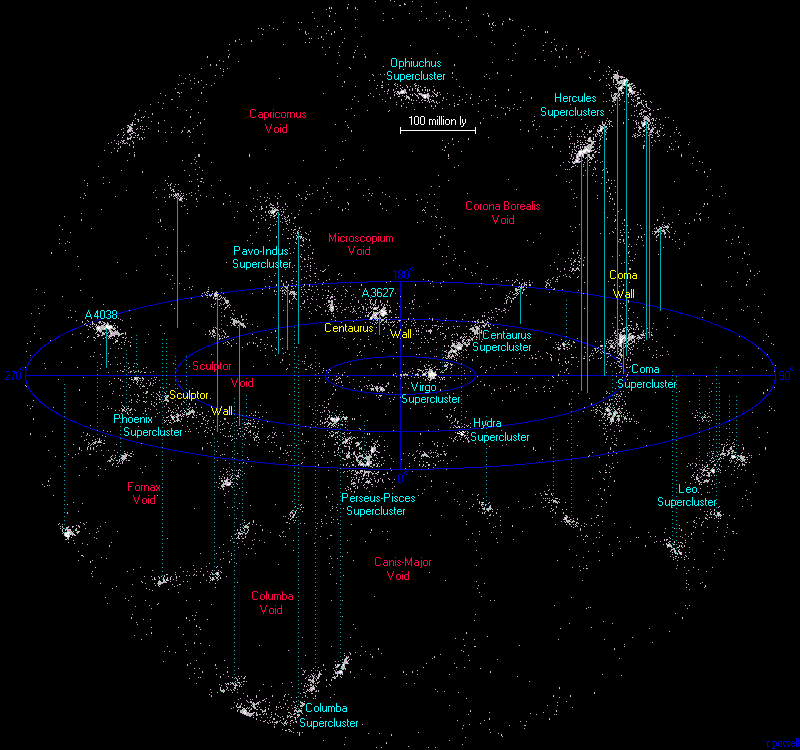
5億光年以内の宇宙マップ。最も近い銀河ウォールが見えている

## 宇宙の大規模構造のマップ

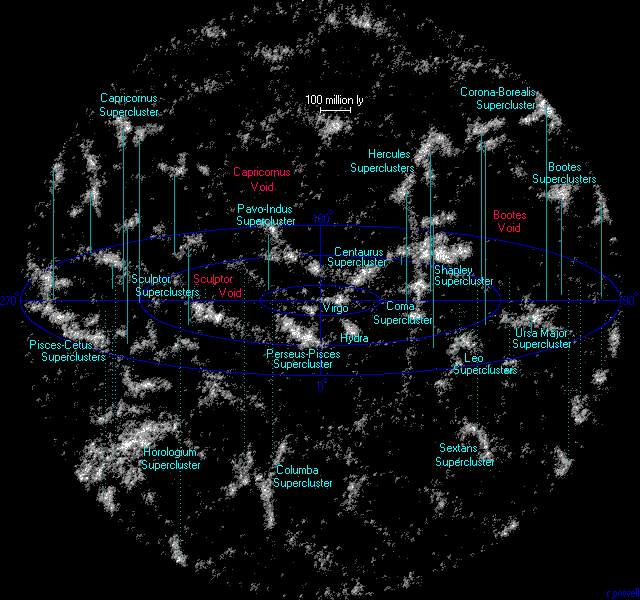
10億光年(307 Mpc)以内の宇宙マップ。近距離の超銀河団がフィラメントと超空洞を形作っていることがわかる。
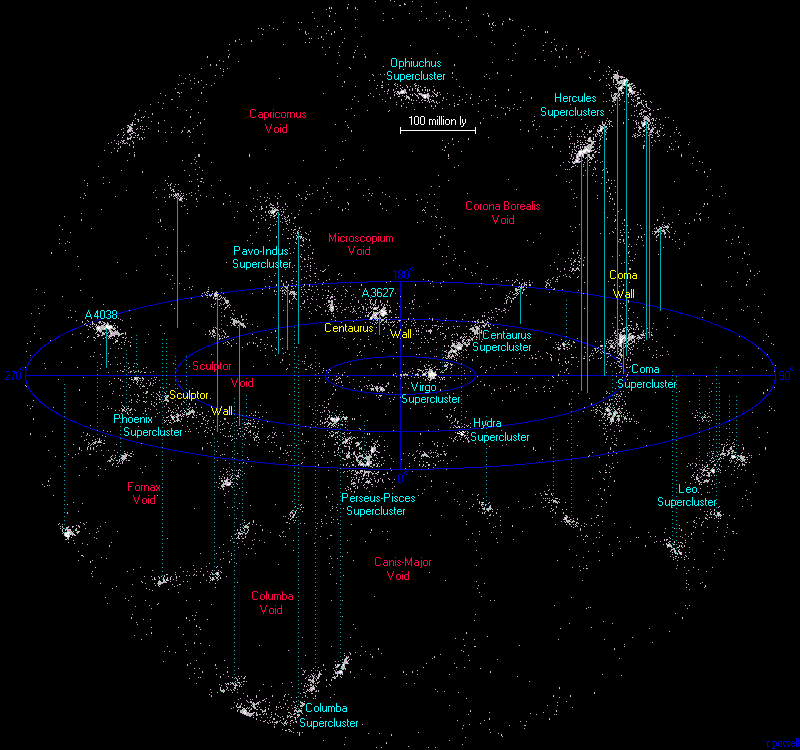
最も近いウォール、超空洞、超銀河団のマップ。
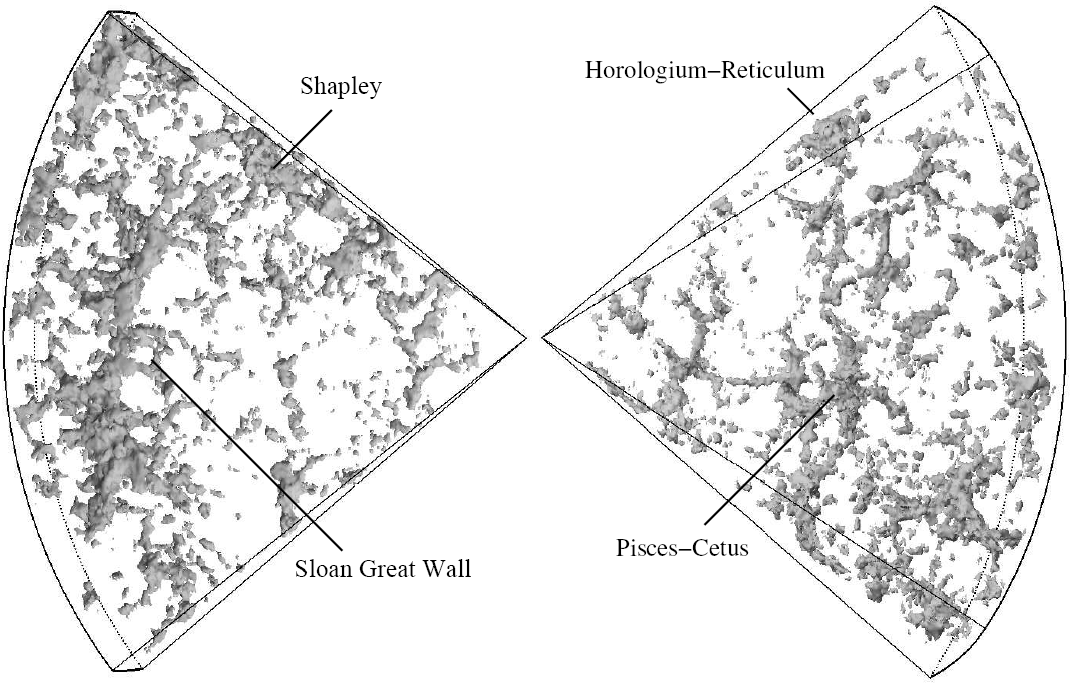
2dF サーベイ・マップ。SDSSグレートウォールを含む。
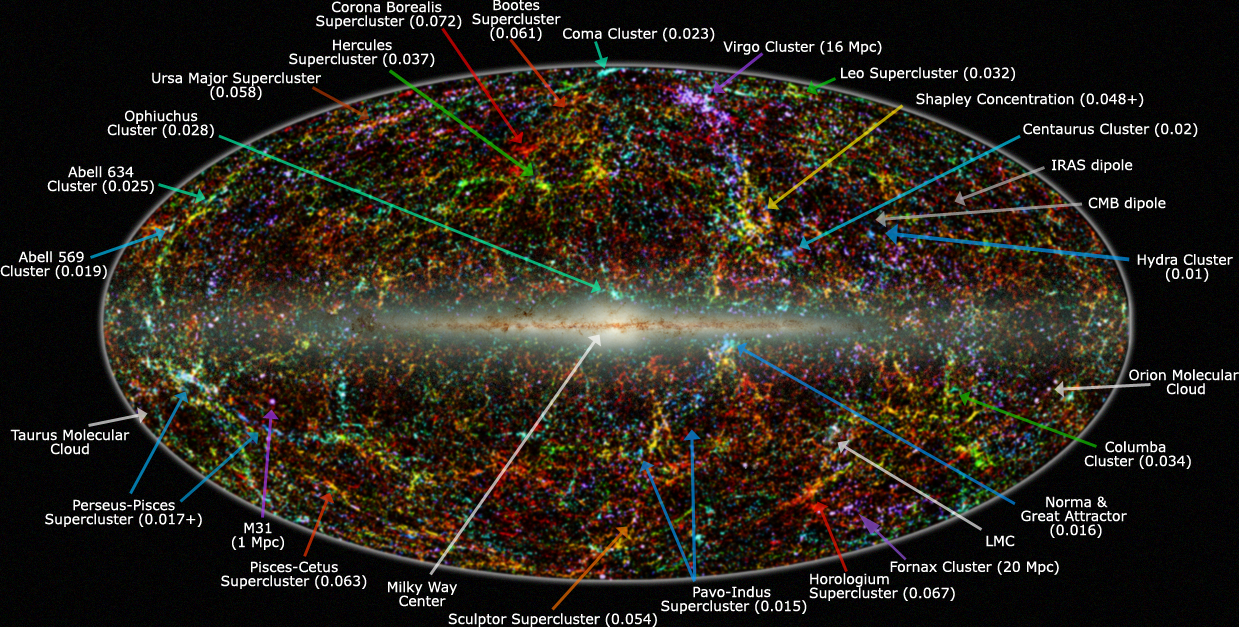
2MASS XSC 赤外線スカイマップ